# 독일 정원

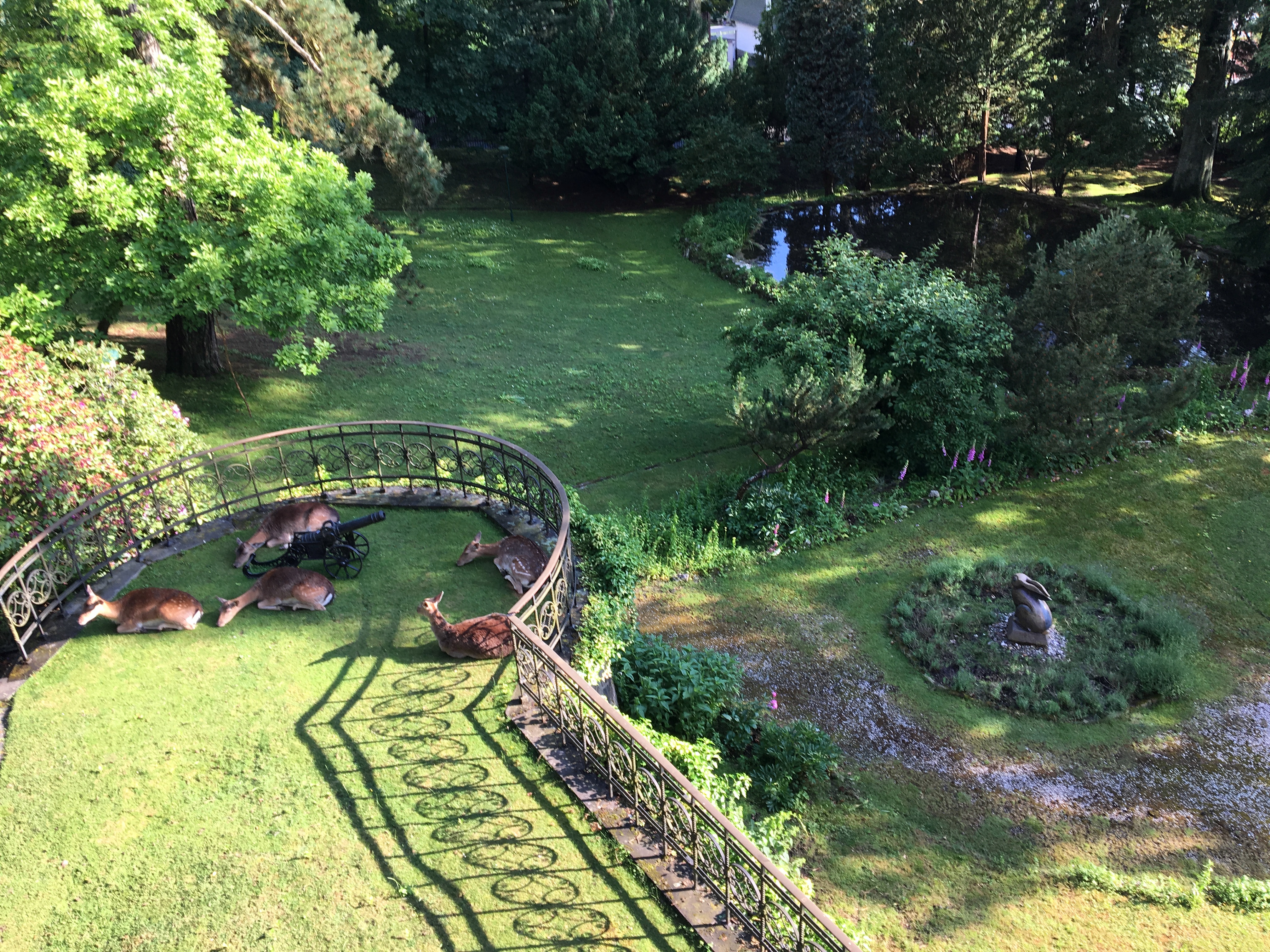

독일 정원(German garden)은 독일에서 유래된 잉글랜드식 정원 개념의 영향을 받은 정원 건축의 일종이다. 점경인물과 장식(예: 동굴), 수양나무를 통해 감성적인 미적 감각을 개발해야 한다. 이러한 종류의 공원 디자인의 전형적인 예는 독일 데사우 근처의 루이지움 궁전(Luisium Palace)에서 볼 수 있거나 1892년부터 여전히 존재하는 빌라 하스(헤세)의 역사적인 공원에서 볼 수 있듯이 정원의 필수 구성 요소인 명확한 구조와 가축이다. 공원에서는 짧은 서사시(자연 체험)를 향상시키는 역할을 한다. 따라서 공원 지역은 식물(벽, 울타리, 수로, 울타리)을 보호하기 위해 재설계되어야 했다.
오늘날에도 작은 공원이 있는 저택에서 사용되는 "장식용 농장"(Ornamental Farm)이라는 용어는 이에 대한 흐르는 경계를 형성한다. 여기에서도 아름다움은 항상 유용한 것에 기여한다. 독일의 대표적인 정원 이론가인 히르슈펠트(Hirschfeld)와 그의 제자들이 요구한 독일식 정원 스타일은 프랑스나 잉글랜드 스타일에 비해 문헌에서 결코 구체화되지 않는다. 따라서 고대 신화에 대한 일반적인 언급 외에도 독일 스타일은 국가적으로 중요한 동상, 기념비 등의 장식으로 제한된다.
잉글랜드식 조경 정원이 대부분 자유주의 부르주아지의 표현이라면, 독일 정원은 귀족 모델을 지향하고 나중에 독일 낭만주의 및 기타 스타일의 요소를 통합한다.
종종 스타일 개념은 "새로운 독일 정원 가꾸기"와 혼동된다. 여기에서는 관리가 쉽고 위치에 충실한 관목과 색상 미학에 더 중점을 둔다.

## 같이 보기
- 정원 종류